# Smedjeån (småort)
Smedjeån är en småort i Ränneslövs socken i Laholms kommun, Hallands län, invid vattendraget Smedjeån, strax öster om Ränneslöv.